# سلسلة جبال ألارديس
سلسلة جبال ألارديس  (بالإسبانية: Cordillera de San Telmo)‏ هي سلسلة جبلية ترتفع جنوب خليج كمبرلاند وتهيمن على الجزء الأوسط من جورجيا الجنوبية، وهي إقليم خارجي تابع للمملكة المتحدة. يمتد لمسافة 50 كم (31 ميل) من جبل جلوبس في الشمال الغربي إلى جبل بروكر في الجنوب الشرقي، مع قمم من 2000 إلى 2935 م (6562 إلى 9629 قدمًا) وتشمل جبل باجيت (2935 م أو 9629 قدمًا) أعلى قمة في النطاق وأيضًا أعلى نقطة في إقليم المملكة المتحدة. وتشمل القمم الأخرى من سلسلة جبال روتس.
على الرغم من عدم ظهوره في الرسوم البيانية لجورجيا الجنوبية التي وضعها جيمس كوك في عام 1775 أو فابيان غوتليب فون بيلينغسهاوزن عام 1819، إلا أن هؤلاء المستكشفين قد رأيا قممًا من هذا النطاق بلا شك.

## قراءة موسعة
- ستونهاوس ، ب (محرر. موسوعة أنتاركتيكا والمحيطات الجنوبية (2002 ،(ردمك 0-471-98665-8) )